# Ceng Kuo-fan

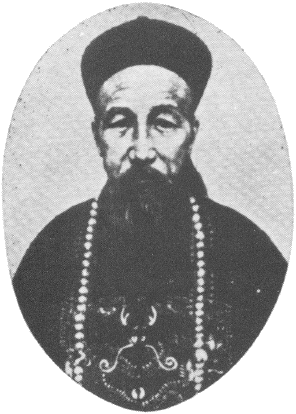
Zeng Guofan tábornok

Zeng Guófán (hagyományos kínai: 曾國藩; leegyszerűsített kínai: 曾国藩; Wade-Giles: Tseng Kuo-fan) (1811. szeptember 21. – 1872. március 12.) kimagasló han kínai hivatalnok, katonai parancsnok és jámbor konfucista hívő volt a Csing-dinasztia kései korszaka alatt. A Tajping-felkelés alatt megszervezte a Xiang hadsereget, mely sikeresen harcolt a lázadók ellen, és hozzájárult a Csing-dinasztia stabilitásának visszaállításában. Stratégiai tudásáról, adminisztratív képességeiről és nemes személyiségéről volt ismert, de ugyanakkor könyörtelenségéről is, amikor végre kellett hajtani valami feladatot. Zeng volt a hűség példája a káosz korszakában.

## Pályafutásának kezdete
Zeng Zicheng (曾子城) 1811-ben született egy gazdag parasztcsaládba, Xiangxiangban, Hunan tartományban. 1833-ban letette a körzeti vizsgát, egy évvel apja, Zeng Linshu után. Rá egy évre lerakta a tartományi vizsgát, és 1838-ban, 27 éves korában, a fővárosi vizsgát is, ami nagy megbecsültséggel járt Kínában. Megkapta a Jinshi oklevelet, a civil adminisztráció legmagasabb szintjét, ami után csatlakozhatott a Hanlin akadémiába. Az akadémia a legjobb kínai tudósokat hozta össze, kik írásos munkát végeztek a császári udvar számára. Hanlinban változtatta meg nevét Zeng Guofanra, mely előkelőbbnek hangzott. Gyorsan emelkedett a ranglétrán, öt év alatt érte el a 2. Pin szintet.

## Belépés a császári politikába
1843-ban kinevezték Sichuan tartomány fő írásbeli ellenőrének, hat év múlva pedig a Rítusok Tanácsának (禮部侍郎) altitkára lett. Amikor 1851-ben a katonai ellenőr posztját foglalta el, anyja halála miatt visszavonult szülővárosába gyászolni. A gyásznak három évig kellett volna tartania. Ugyanekkor a Tajping-felkelés katonái megtámadták Hunant, és elfoglalták a Jangce folyó mindkét oldalát. Rendkívüli rendelettel, Zengnek megparancsolták, hogy segítsen a tartomány kormányzójának hadsereget szervezni. Saját kezdeményezésére épített hajóflottát is, mellyel megtámadta a lázadókat. Zeng katonasága nemsokára ismert lett mint a Xiang hadsereg. Az első csatáját elveszítette, de alparancsnokai sikeresebbek voltak és visszafoglalták a tartomány fővárosát, Changshát, és megsemmisítették a lázadók flottáját. Ezek után Zeng visszafoglalta Wuchang és Hanyang városokat. Sikerei nyomán előreléptették a Háború Tanácsának alelnökének.

## Hadiműveletek és hírnév
További győzelmek után, 1853-ban megnyerte a baturu címet, és felvehette a sárga lovaglókabátot (amely hatalmas presztízst jelentett Kínában). Időközben a tajpingok visszafoglalták Wuchangot és fölgyújtották az azt védő flottát. Zengnek sikerült visszafordítani a hullámot és felszabadította a Poyang-tó körüli területet. Nemsokára rá fölszabadította az egész Jiangsu tartományt. Amikor az apja meghalt 1857-ben, egy rövid időre visszavonult gyászolni, majd Zhejiangban átvette a parancsnokságot és Fujian kormányzójával együtt védte meg a tartományt.
A lázadók nyugat felé támadtak, és Zeng követni akarta őket, de akkor megparancsolták neki, hogy szabadítsa föl Anhui tartományt. Szolgálata alatt voltak Zuo Zongtang, aki később visszafoglalta Kashgart a császárnak és Li Hongzhang. Mint jó parancsnok, tudta megjutalmazni legjobb embereit, és Zuot Zhejiang, Lit pedig Jiangsu tartomány kormányzójának nevezte ki. 1862-ben kinevezték az állami főtitkár segédjének. Ugyanakkor a császári hadseregek, a „Mindig Győzedelmes Hadsereg” segítségével, megállították a lázadók terjedését, és Zeng kitervelte a tajpingok kővárosának, Nanjingnek ostromát. Amíg Gordon, Li Hongzhang segítségével, sorra foglalta vissza a Jangce alsó folyásánál levő városokat, addig Zeng egyre közelítette a fővárost.
1864 júliusában elfoglalta Nanjinget és jutalmul kinevezték Yijong márkijának (毅勇候), és megkapta a jogot, hogy duplaszemű pávatollat viseljen (隻眼花翎). A Tajping-felkelés leverése után kitört a Nian-felkelés Shangdongban, és Zenget küldték elfojtására.
A Nian-felkelés elfojtásában nem volt olyan sikeres, és nemsokára Li Hongzhang váltotta. Ugyanakkor leváltották Zhili kormányzásáról is, amikor 1870-ben nem akarta követni a császári utasításokat a Tianjin mészárlásban. Ezek után visszavonult Nanjingba, ahol 1872-ben meghalt.

## Család és személyiség
Zeng sokat írt. A trónnak idézett leveleit nagyra becsülik a kínai tudósok, mint egy nem-korrumpált hivatalnok példája. Li Hongzhang 1876-ban összegyűjtötte és kiadta írásait. Zeng szeretett olvasni, különösen érdekelte a „23 történet” meg más klasszikus művek.
Zeng egyszer házasodott meg, egy Ouyang családból származó nőt vett el. Három fia és öt lánya született tőle, de a két idősebb korán meghalt. Az egyik fia, Zeng Jize, megörökölte az első osztályú márki címet, és a kései-Csing kor nevezetes diplomatája lett.

## Hagyaték
Zeng Guofannak kettős hagyatéka van. Az egyik oldalról kritizálják, hogy konzervatív áruló volt, a másik oldalról viszont hősnek tekintik, akinek sikerült megőrizni a rendet és békét. Sokan csodálják, hogy sikerült neki túlélni a könyörtelen kései-Csing bürokráciát. Néhányan vádolják, hogy ő volt a hibás az összes civil áldozatokért, másoknak pedig nem tetszik, hogy közreműködött az európai hatalmakkal. A kulturális forradalom óta kevesebbet kritizálják.